# Choré
Choré es un distrito paraguayo situado en el Departamento de San Pedro, teniendo como principal vía de acceso la Ruta PY08. Es un distrito eminentemente agrícola que se distingue por su producción tabacalera, de soja, de algodón y sésamo, entre otros productos en general. Su suelo es apto para la agricultura y gran parte para la ganadería.

## Geografía
Este distrito cuenta con servicios de transporte hacia Asunción. En materia de telecomunicaciones, este distrito así como la gran mayoría del departamento, posee servicio de telediscado, nacional e internacional, con sistema satelital. También cuenta con canales de televisión y radios emisoras comerciales y comunitarias.
Limita al norte con Lima y Resquín, separados por el Río Jejuí Guazú; al sur con Aquino y San Estanislao; al este con Liberación y Guayaibí; y al oeste con San Pablo.
Las formaciones litológicas pertenecen al grupo independencia que data de las áreas Cenozoica, Mesozoica y Paleozoica y consisten en sedimentos aluviales medios y finos así como areniscas y conglomerados de base. Los estratos del subsuelo presentan materiales predominantemente arenosos de granulometría fina y gruesa alterando consecuencias de areniscas y siltitas donde se observa la presencia de acuíferos granulares sobre formaciones geológicas permeables de porosidad granular con sedimentos consolidados o no consolidados, hecho que determina la profundidad del agua subterránea especialmente en los sitios más elevados sobre los 100 metros.
Se encuentra bañado por el Río Jejuí Guazú, navegable con embarcaciones pequeñas; y por los arroyos Choré y Mbói. Cuenta con playas de arenas blancas.

## Clima
El Distrito de Choré, así como gran parte del Departamento de San Pedro posee un clima definido como lluvioso, con abundante precipitaciones al año. La humedad relativa es del 70 al 80%. La media es de 23 °C, la máxima en verano es de 40 °C y la mínima es de 1 °C.

## Demografía
El Distrito de Choré, cuenta con una población total de 23 548 habitantes, según datos oficiales del censo paraguayo de 2022. En el distrito de Choré se cuenta con una comunidad indígena y es la de Ñu Apu'a.

## Educación
El distrito cuenta con la Facultad de Ciencias de la Educación, la Facultad de Derecho, la de Ciencias Contables, Ciencias de la Salud, Agronomía, Ingeniería en Informática, etc. Actualmente la Universidad Nacional de Caaguazú brinda varias carreras.

## Economía
Gran parte de la población de este distrito se dedicaba a la producción de tabaco. No en vano hasta unas décadas atrás, el municipio era conocido como la Capital del Burley, tipo de tabaco con el que se fabrican los cigarrillos finos. Hoy, la producción ha terminado sustancialmente, actualmente se cultiva a gran escala el tabaco Virginia con el respaldo y acompañamiento de la Compañía Agrotabacalera del Paraguay.
La ciudad es un importante centro de actividad ganadera que incluye la producción vacuno, equino, ovino y porcino. Existen varios terrenos altos, cubiertos de grandes bosques y yerbales.
En agricultura, en el distrito existen cultivos de algodón, tabaco, caña de azúcar, mandioca, sésamo, cedrón Paraguay, soja, papa, alfalfa, cítricos, maní, mandioca y trigo, también se cultiva el girasol. Cítricos como las de naranjas dulces y también el naranjo agrio.
También se dedican a la horticultura. Mientras que gran parte de la población ribereña se dedican a la pesca comercial. En cuanto a las industrias es posible citar a los aserraderos, procesadoras de petit grain y aceite de coco.